# Al-Dżamalijja
Al-Dżamalijja (arab. الجمالية) – miasto w Egipcie, w muhafazie Ad-Dakahlijja. W 2006 roku liczyło 63 894 mieszkańców.